# Aleksander Wóycicki

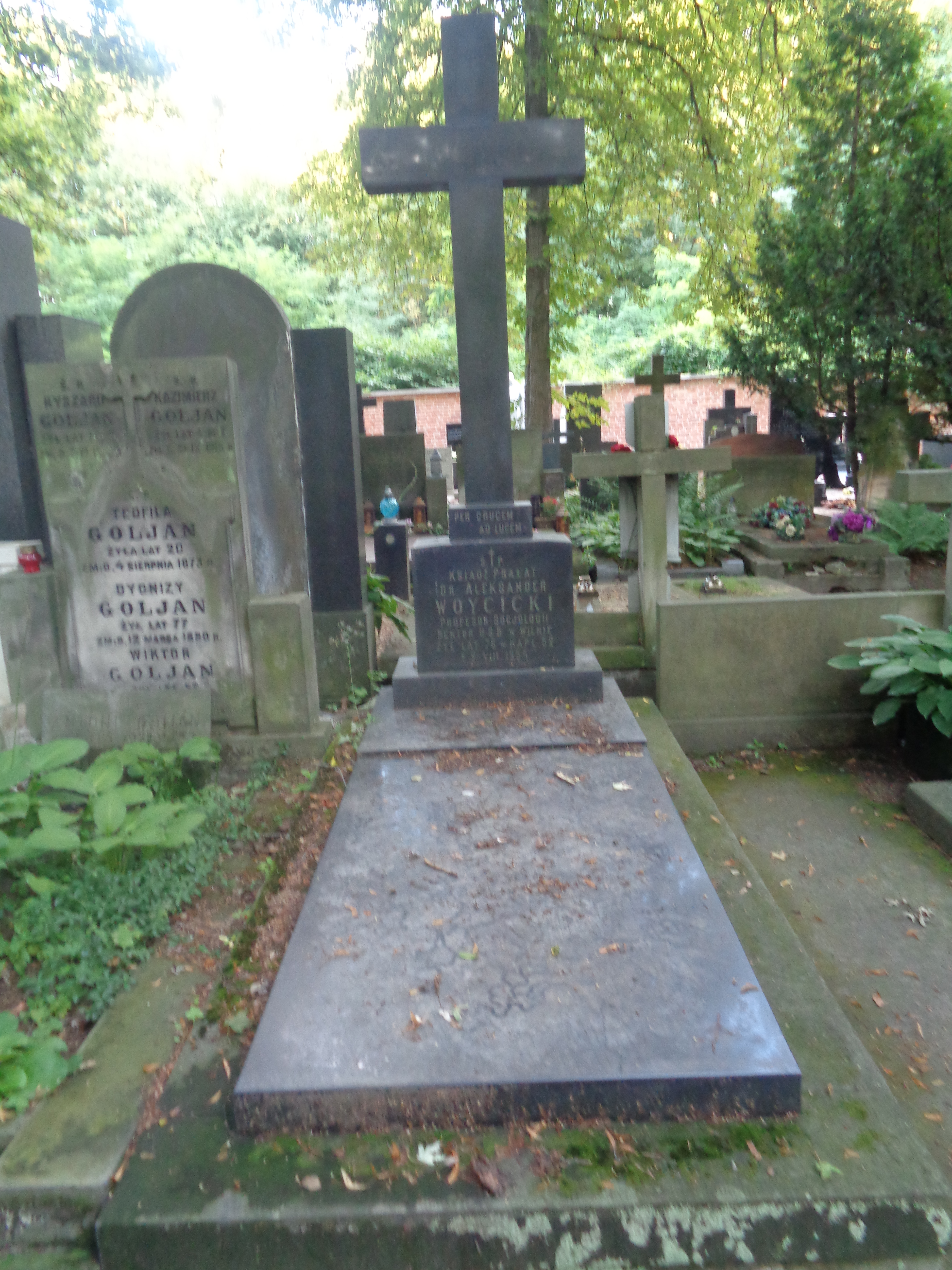
Nagrobek Aleksandra Wóycickiego na Cmentarzu Powązkowskim

Aleksander Wóycicki, właśc. Aleksander Wójcicki (ur. 5 marca 1878 w Mistowie, zm. 2 sierpnia 1954 w Warszawie) – polski ksiądz katolicki, profesor Katolickiego Uniwersytetu Lubelskiego (1919–1937), profesor i rektor Uniwersytetu Stefana Batorego w Wilnie (1937–1939), członek Prezydium Rady Naczelnej Obozu Zjednoczenia Narodowego w 1939 roku.

## Życiorys
Urodził się w Mistowie jako czwarte z sześciorga dzieci Stanisława (1849–1942) i Karoliny z Krzyżanowskich (1849–1931). Wykształcenie podstawowe zdobył w domu, w 1892 ukończył dwuklasową szkołę miejską w Mińsku, następnie kontynuował naukę w 3. Gimnazjum Państwowym w Warszawie. 9 września 1896 wstąpił do Metropolitalnego Seminarium św. Jana Chrzciciela w Warszawie. Święcenia kapłańskie otrzymał 3 lutego 1901  w archikatedrze warszawskiej. Następnie pracował jako wikariusz w parafiach w Błoniach, Kołbieli, przy parafii pofranciszkańskiej NMP w Warce (od ok. 1903), Wiskitkach, Kutnie, oraz jako zastępca proboszcza w Kuflewie. Jako proboszcz posługiwał w parafii Sobótka k. Łęczycy oraz w Kiczkach k. Mińska Mazowieckiego.
Od 1906 studiował w Paryżu na Wydziale Prawa Uniwersytetu Paryskiego oraz w Instytucie Nauk Politycznych, później w School of Economics i w British Library w Londynie oraz Wydziale Prawa Katolickiego Uniwersytetu Lowańskiego. Był pierwszym spośród polskich księży, którzy otrzymali stopień doktora nauk politycznych i społecznych. W 1909 został wikariuszem w Zgierzu. Został inkorporowany do archidiecezji mohylewskiej i w styczniu 1910 objął w Rzymskokatolickiej Akademii Duchownej w Petersburgu katedrę socjologii chrześcijańskiej. W listopadzie 1914 został kanonikiem honorowym kapituły mohylewskiej.
Po wybuchu I wojny światowej uczestniczył w pracach Polskiego Towarzystwa Pomocy Ofiarom Wojny w Petersburgu. W 1915 zorganizował ochronkę i szkołę dla dzieci wygnańców z Królestwa Polskiego. Jesienią 1918 wyjechał do Warszawy, a następnie do Lublina. Był profesorem na wyższych  kursach Polskiej Macierzy Szkolnej, a od 1918 wykładał na KUL-u. Od 28 listopada 1922 do 28 listopada 1927 piastował mandat posła na Sejm Rzeczypospolitej Polskiej I kadencji z ramienia Chrześcijańsko-Narodowego Stronnictwa Pracy.
Pod koniec 1923 został powołany na katedrę Chrześcijańskich Nauk Społecznych w Uniwersytecie Stefana Batorego w Wilnie. 29 stycznia 1924 mianowany profesorem zwyczajnym. Od roku 1927 był kilkakrotnie prodziekanem Wydziału Teologicznego tej uczelni. 19 września 1925 otrzymał nominację na profesora zwyczajnego Uniwersytetu Jagiellońskiego. W latach 1934–1939 należał do Rady Społecznej przy Prymasie Polski. W 1937 został wybrany rektorem Uniwersytetu Stefa Batorego. Obowiązki rektora pełnił do 1 września 1939 i 4 września wyjechał do Warszawy. Tam aresztowany przez gestapo i więziony do października 1939 na Pawiaku. Podczas okupacji sprawował posługę duszpasterską przy kościele św. Aleksandra. Po upadku powstania warszawskiego w 1944 wyjechał do Nadarzyna, do Warszawy wrócił wiosną 1945.
Po wojnie, w 1946 został profesorem Katolickiej Nauki Społecznej na Wydziale Teologicznym Uniwersytetu Warszawskiego. Będąc już na emeryturze, w latach 1948–1954 prowadził wykłady w Metropolitalnym Seminarium Duchownym. W 1951 został mianowany papieskim prałatem domowym.
Zmarł w Warszawie. Pochowany na cmentarzu Powązkowskim (kwatera 196-6-17).

## Ordery i odznaczenia
- Krzyż Komandorski Orderu Odrodzenia Polski (10 listopada 1928)[5]
- Złoty Krzyż Zasługi (1938)
- Brązowy Medal za Długoletnią Służbę (1938)